# 邁梅恰河
邁梅恰河是俄羅斯的河流，位於克拉斯諾亞爾斯克邊疆區，屬於赫塔河的右支流，河道全長650公里，流域面積26,500平方公里，河水主要來自溶雪和雨水。